# Marcello Alencar
Marcello Nunes de Alencar GCIH • GOMM (Río de Janeiro, 23 de agosto de 1925 — Río de Janeiro, 10 de junio de 2014) fue un abogado y político brasileño afiliado al Partido de la Social Democracia Brasileña (PSDB). Fue senador federal por el estado de Río de Janeiro y además fue gobernador del estado y alcalde de la ciudad de Río de Janeiro en dos oportunidades.